# Mount Atherton
Mount Atherton är ett berg i Kanada.   Det ligger i territoriet Yukon, i den västra delen av landet, 4 100 km väster om huvudstaden Ottawa. Toppen på Mount Atherton är 1 892 meter över havet, eller 625 meter över den omgivande terrängen. Bredden vid basen är 12,2 km.
Terrängen runt Mount Atherton är huvudsakligen kuperad, men åt sydost är den bergig. Trakten runt Mount Atherton är nära nog obefolkad, med mindre än två invånare per kvadratkilometer.. Det finns inga samhällen i närheten.
Omgivningarna runt Mount Atherton är i huvudsak ett öppet busklandskap.